# Bathydexia
Bathydexia är ett släkte av tvåvingar. Bathydexia ingår i familjen parasitflugor.
Kladogram enligt Catalogue of Life:
| Bathydexia | \| \| Bathydexia albolineata \| \| \| \| \| \| Bathydexia wulpii \| \| \| \| |
|            | \| \| Bathydexia albolineata \| \| \| \| \| \| Bathydexia wulpii \| \| \| \| |
|            | Bathydexia albolineata                                                       |
|            |                                                                              |
|            | Bathydexia wulpii                                                            |
|            |                                                                              |